# カディスの防衛
『カディスの防衛』（カディスのぼうえい、西: Defensa de Cádiz, 英: The Defence of Cádiz）、または『イギリス軍からのカディスの防衛』（イギリスぐんからのカディスのぼうえい、西: Defensa de Cádiz contra los ingleses, 英: The Defence of Cádiz Against the English）、または『1625年におけるライセスター伯爵指揮下のイギリス軍によるカディス近郊への敵対的な上陸』（せんろっぴゃくにじゅうごねんにおけるライセスターはくしゃくしきかのイギリスぐんによるカディスきんこうへのてきたいてきなじょうりく、英: The Hostile Landing of the English near Cádiz in 1625 Under the Command of the Earl of Leicester）は、スペインのバロック絵画の巨匠フランシスコ・デ・スルバランが1634年にキャンバス上に油彩で制作した絵画である。現在、マドリードのプラド美術館に所蔵されている。

## 作品
作品は当初エウへニオ・カヘスに帰属されていたが、現在ではマドリードのブエン・レティーロ宮殿の「諸王国の間」 の装飾企画連作の一環としてスルバランにより描かれたことがわかっている。この企画連作には、ディエゴ・ベラスケスの『ブレダの開城』 (プラド美術館) 、フアン・バウティスタ・マイノの『バイーアの奪還』 (プラド美術館) なども含まれていた。
本作は、スペイン軍が1625年におけるウィンブルドン子爵によるイギリス艦隊のカディス遠征の直前に準備をしているところを描いている。「諸王国の間」の他の作品と同じように、本作には演劇の舞台のような構成が用いられている。手前側の描写と、背景の舞台奥のような幕のような戦闘の描写はまったく異なっている。
左側の前景には、ネーデルラントの戦場を経験した老練の要塞指令官フェルナンド・ヒロンが描かれている。痛風でほとんど歩けなかった司令官は椅子に座り、戦闘指揮官のディエゴ・ルイス (Diego Ruiz) を含む部下たちに指示を与えている。彼らは秀逸な描写力で表現されており、布地や事物の質感も見事な技巧と豊かな色彩を駆使して描かれている。背景には100隻の船と1万人からなっていたイギリス軍が見える。イギリス軍は11月1日にカディス港に入り、砲撃の後にカディス湾のエル・プンタル (El Puntal) 砦を手中に収めた。後にスペイン軍に敗れ、11月8日に撤退したが、戦闘中に、または再乗船する前に2000人が死亡した。「諸王国の間」に展示された他の戦闘を記念した絵画のように、本作は舞台化された。
なお、スルバランはカディスの防衛を題材にもう1点の絵画を制作したが、現存していない。その絵画には防衛に成功したカディスに、イギリス艦隊の目標であったスペインの西インド諸島艦隊が無事に入港するところが描かれていた。スルバランはまた、「諸王奥」の間のために「ヘラクレスの12の功業」を表す10点の絵画も制作したが、これらの作品も現在、プラド美術館に所蔵されている。

## 「諸王国の間」の戦闘記念画

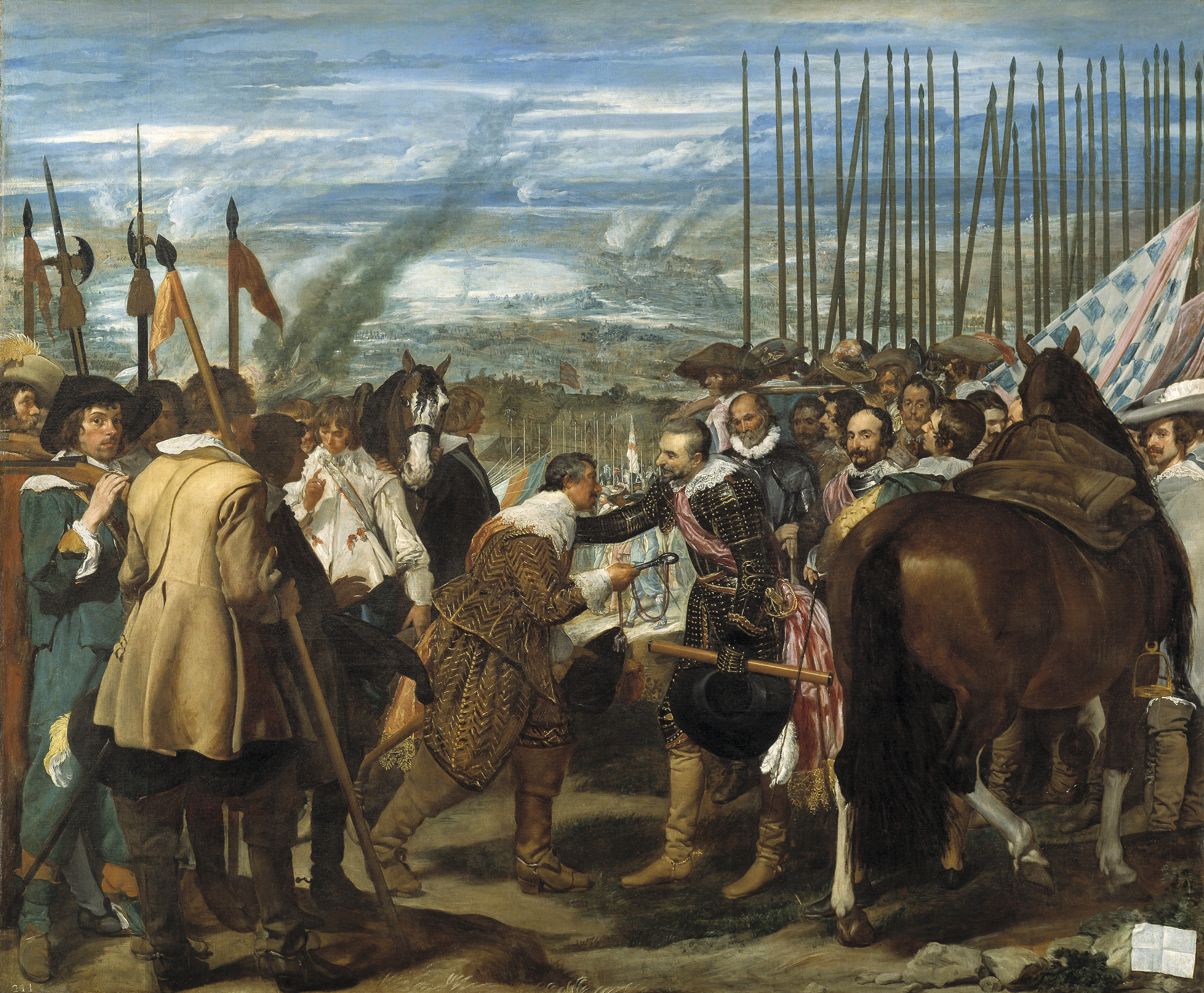
ディエゴ・ベラスケス『ブレダの開城』(1634-1635年)、プラド美術館
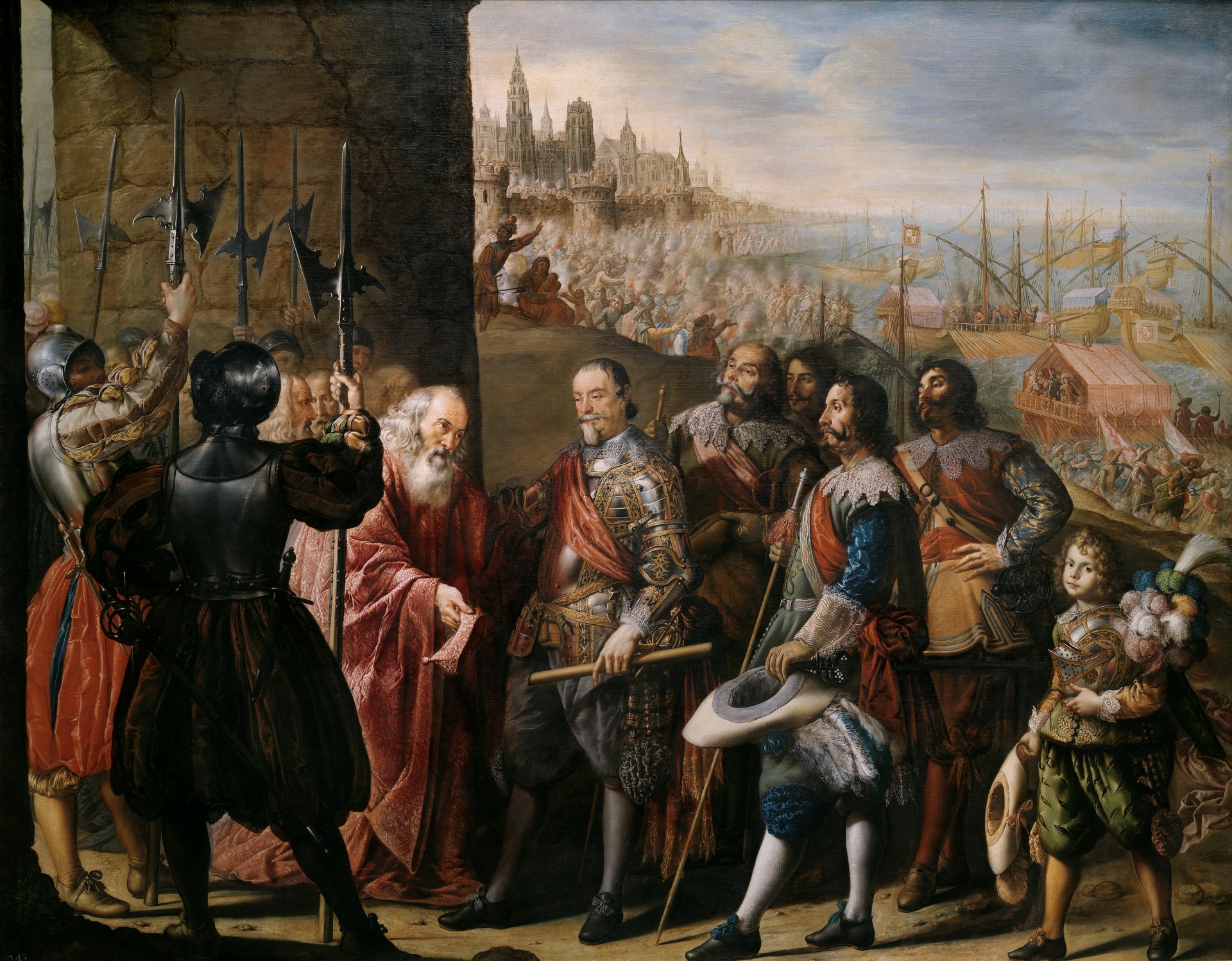
アントニオ・デ・ペレーダ『ジェノヴァ救援（スペイン語版）』(1634-1635年)、プラド美術館
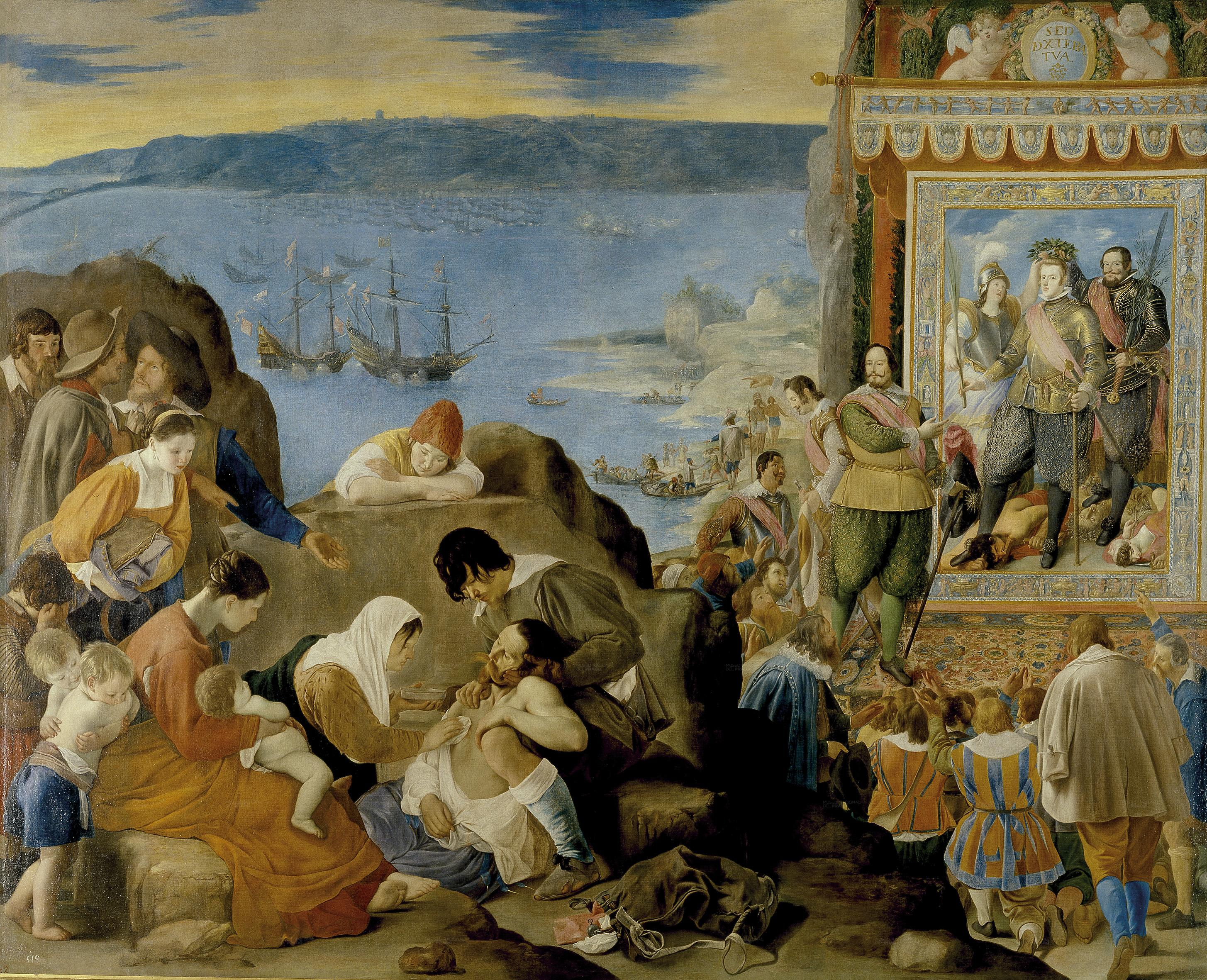
フアン・バウティスタ・マイーノ『バイーアの奪還（スペイン語版）』(1634-1635年)、プラド美術館